# Nacional'nyj otbor 2014
La prima edizione del Nacional'nyj otbor (in russo Национальный отбор?, "selezione nazionale") è stata organizzata dall'emittente radiotelevisiva bielorussa BTRC, in sostituzione del precedente format Eurofest, per selezionare il rappresentante nazionale all'Eurovision Song Contest 2014 a Copenaghen.
Il vincitore è stato Teo con Cheesecake.

## Organizzazione
La Bielorussia ha utilizzato una finale nazionale per selezionare tutti i suoi partecipanti eurovisivi dal suo debutto nel 2004, tranne in due occasioni (nel 2010 e nel 2011 i rappresentanti bielorussi sono infatti stati selezionati internamente). BTRC ha confermato la sua partecipazione all'Eurovision 2014, mentre l'utilizzo di un nuovo format per la finale televisiva come metodo di selezione è stato reso verso ottobre 2013. La competizione, che si è tenuta il 26 dicembre 2014 ai "600 Metrov" Studio di Minsk, è consistita in 14 partecipanti. I risultati sono stati decretati da un mix di voto della giuria e televoto.

### Giuria
La giuria chiamata a selezionare i finalisti è stata composta da:
- Gennadij Davidko - Presidente di BTRC
- Vasil Rajncik - Musicista e compositore
- Aleksandr Tichanovič - Cantante
- Elena Treščinskaja - Direttrice di Radius FM
- Aleksandr Mežennyj - Direttore di Shtam Dance School
- Alena Lanskaja - Rappresentante dello Stato all'Eurovision Song Contest 2013
- Marianna Mal'čik - Capo del dipartimento delle arti presso il Ministero della Cultura bielorusso
- Ėduard Martynjuk - Solista del National Academic Opera and Ballet Theatre
- Michail Revuckij - Direttore sezione Cultura di TV Infoservice

Mentre la giuria chiamata a votare durante la serata finale della selezione nazionale è stata composta da:
- Vasil Rajncik - Musicista e compositore
- Aleksandr Tichanovič - Cantante
- Elena Treščinskaja - Direttrice di Radius FM
- Aleksandr Mežennyj - Direttore di Shtam Dance School
- Alena Lanskaja - Rappresentante dello Stato all'Eurovision Song Contest 2013
- Marianna Mal'čik - Capo del dipartimento delle arti presso il Ministero della Cultura bielorusso
- Ėduard Martynjuk - Solista del National Academic Opera and Ballet Theatre
- Michail Revuckij - Direttore sezione Cultura di TV Infoservice

## Partecipanti
BTRC ha aperto la possibilità di inviare proposte per la competizione fino al 24 novembre 2013. Le 70 canzoni ricevute, hanno preso parte alle audizioni dal vivo, che si sono tenute il 28 e 29 novembre 2013; una giuria ha quindi selezionato i 15 finalisti per la finale televisiva del 10 gennaio.
Il 5 dicembre 2013, Alexeï Gross si è ritirato dalla competizione, dopo che si è scoperto che il suo brano aveva precedentemente partecipato alla selezione maltese per l'Eurovision Song Contest 2011.
| Artista                               | Titolo                         | Lingua          | Compositori                                      |
| ------------------------------------- | ------------------------------ | --------------- | ------------------------------------------------ |
| Alexeï Gross                          | If I Could Do It All Again     | Inglese         | Marc Paelnick, Mathias Strasser                  |
| Alina Moščenko                        | Angel Crying                   | Inglese         | Alina Moščenko                                   |
| Anastasija Malaškevič                 | Runaway                        | Inglese         | Pavel Klyševskij, M. Gol'denkov, A. Vachomčik    |
| Artem Michalenko                      | Rapsodija #1                   | Russo           | Artem Michalenko                                 |
| Dar'ja                                | Starlight                      | Inglese         | James Earp                                       |
| Elena Sinjavskaja                     | Via lattea                     | Italiano, russo | Evgenij Olejnik. Julija Bykova                   |
| Janet                                 | You Will Be Here               | Inglese         | Ylva Persson, Linda Persson, Niclas Haglund      |
| Matvej Cooper & DUX                   | Strippers                      | Inglese         | Matvej Bondarenko                                |
| Max Lorens & DiDuLa                   | Now You're Gone                | Inglese         | Valerij Didjulja, Joe Lynn Turner                |
| Napoli                                | Stay with Me                   | Inglese         | Pavel Jušin, Aleksej Zubarevič, Ol'ga Šimanskaja |
| Natal'ja Tamelo                       | Not What I've Been Looking For | Inglese         | Leonid Širin, Jana Starceva                      |
| Nuketi                                | Fly Away                       | Inglese         | Michail Nokarašvili                              |
| Switter Boys feat. Kate & Volga Karol | Večnaja ljubov'                | Russo, inglese  | Ruslan Gajdaj, Vladimir Gramma                   |
| Taša Odi                              | Empty Universe                 | Inglese         | Aleksej Širin                                    |
| Teo                                   | Cheesecake                     | Inglese         | Jurij Vaščuk, Dmitrij Novik                      |

## Finale
La finale si è tenuta il 10 gennaio 2014 presso i "600 Metrov" Studios di Minsk. Con la somma dei punteggi si è riscontrato un pareggio tra Max Lorens & DiDuLa e Teo, per risolvere il pareggio ciascun membro della giuria ha espresso un voto di preferenza per una delle due canzoni. Con un punteggio di 8 a 0 la vittoria è andata a Teo con la sua Cheesecake.
| #  | Artista                               | Titolo                         | Punteggio | Punteggio | Punteggio | Posizione |
| #  | Artista                               | Titolo                         | Giuria    | Televoto  | Totale    | Posizione |
| -- | ------------------------------------- | ------------------------------ | --------- | --------- | --------- | --------- |
| 1  | Natal'ja Tamelo                       | Not What I've Been Looking For | 3         | 0         | 3         | 10        |
| 2  | Nuteki                                | Fly Away                       | 0         | 10        | 10        | 5         |
| 3  | Artem Michalenko                      | Rapsodija #1                   | 0         | 0         | 0         | 13        |
| 4  | Matvej Cooper & DUX                   | Strippers                      | 0         | 1         | 1         | 12        |
| 5  | Teo                                   | Cheesecake                     | 12        | 8         | 20        | 1         |
| 6  | Dar'ja                                | Starlight                      | 6         | 2         | 8         | 8         |
| 7  | Elena Sinjavskaja                     | Via lattea                     | 2         | 0         | 2         | 11        |
| 8  | Alina Moščenko                        | Angel Crying                   | 0         | 0         | 0         | 13        |
| 9  | Janet                                 | You Will Be Here               | 10        | 3         | 13        | 3         |
| 10 | Anastasija Malaškevič                 | Runaway                        | 4         | 5         | 9         | 6         |
| 11 | Switter Boys feat. Kate & Volga Karol | Večnaja ljubov'                | 7         | 6         | 13        | 3         |
| 12 | Napoli                                | Stay with Me                   | 1         | 7         | 8         | 8         |
| 13 | Max Lorens & DiDuLa                   | Now You're Gone                | 8         | 12        | 20        | 2         |
| 14 | Taša Odi                              | Empty Universe                 | 5         | 4         | 9         | 6         |

## All'Eurovision Song Contest

### Verso l'evento
Teo, per sponsorizzare il proprio brano, hanno preso parte all'Eurovision in Concert 2014 (Amsterdam, 5 aprile 2014).
Il 20 gennaio 2014 si è tenuto il sorteggio che ha determinato la composizione delle due semifinali, dove è stato determinato che la Bielorussia si sarebbe esibita nella seconda metà della seconda semifinale.
Il 26 marzo 2014, con la decisione dell'ordine di esibizione delle semifinali, la nazione è stata posta al 10º posto, dopo gli irlandesi Can-linn feat. Kasey Smith e prima della macedone Tijana.
Mentre, il 10 maggio 2014, con la decisione dell'ordine di esibizione della finale, la nazione è stata posta al 2º posto, dopo l'ucraina Marija Jaremčuk e prima dell'azera Dilarə Kazımova.

### Performance
Le prove generali si sono tenute il 30 aprile e 4 maggio, seguite dalle prove costume il 5 e 6 maggio, includendo l'esibizione per le giurie, dove le varie giurie nazionali hanno visto e votato i partecipanti della semifinale.
La Bielorussia si è esibita 10ª nella seconda semifinale, classificandosi 5ª con 87 punti, riuscendo a qualificarsi per la serata finale.
La Bielorussia si è esibita 2ª nella serata finale, classificandosi 16ª con 43 punti.

### Giuria e commentatori
La giuria bielorussa per l'Eurovision Song Contest 2013 è stata composta da:
- Vasil Rajncik, compositore e presidente di giuria;
- Jaŭgen Alejnik, compositore e produttore,
- Ol'ga Ryžikova, conduttrice televisiva,
- Aleksandr Mežennyj, direttore di Shtam Dance School
- Inna Adamovič, organizzatrice d'eventi.

L'evento è stato trasmesso, sui canali televisivi Belarus-1 e Belarus 24, con il commento di Jaŭgen Perlin.
Il portavoce dei voti della giuria in finale è stata Alena Lanskaja, rappresentante dello stato all'Eurovision Song Contest 2013.

### Voto

#### Punti assegnati alla Bielorussia
| 12                   | 10        | 8                  | 7                               | 6                    |
| -------------------- | --------- | ------------------ | ------------------------------- | -------------------- |
| - Georgia - Lituania | - Austria | - Grecia - Romania | - Finlandia - Israele - Polonia | - Malta - Slovenia   |
| 5                    | 4         | 3                  | 2                               | 1                    |
|                      |           |                    | - Macedonia                     | - Irlanda - Norvegia |

| 12         | 10 | 8          | 7             | 6                      |
| ---------- | -- | ---------- | ------------- | ---------------------- |
| - Russia   |    | - Armenia  | - Azerbaigian | - Ucraina              |
| 5          | 4  | 3          | 2             | 1                      |
| - Moldavia |    | - Lituania |               | - Israele - Montenegro |

#### Punti assegnati dalla Bielorussia
| Punti | Stato     |
| ----- | --------- |
| 12    | Grecia    |
| 10    | Polonia   |
| 8     | Romania   |
| 7     | Austria   |
| 6     | Lituania  |
| 5     | Georgia   |
| 4     | Malta     |
| 3     | Svizzera  |
| 2     | Israele   |
| 1     | Macedonia |

| Punti | Stato       |
| ----- | ----------- |
| 12    | Russia      |
| 10    | Armenia     |
| 8     | Ucraina     |
| 7     | Polonia     |
| 6     | Grecia      |
| 5     | Ungheria    |
| 4     | Norvegia    |
| 3     | Azerbaigian |
| 2     | Paesi Bassi |
| 1     | Romania     |